# 1re brigade d'infanterie (Estonie)
La 1re brigade d'infanterie (en estonien: 1. Jalaväebrigaad) est une brigade d'infanterie des forces terrestres estoniennes. C'est la principale unité militaire du nord de l'Estonie. Le quartier général de la brigade est basé à Tapa.

## Historique
Le 25 avril 1917, le 2e régiment de forteresse navale de la forteresse navale de l'Empereur Pierre le Grand est formé à Tallinn, recrutant parmi les Estoniens. En mai 1917, le régiment est rebaptisé 1er régiment d'infanterie estonien. De 1918 à 1920, l'unité combat dans la guerre d'indépendance estonienne. L'unité est dissoute après l'occupation soviétique en 1940.
Le 1er février 2003, la 1re brigade d'infanterie est formée à Tallinn. En 2006, le quartier général de la brigade est transféré à Paldiski. Le 1er janvier 2009, la brigade est structurée autour de trois bataillons: le bataillon scout, le bataillon d'infanterie Kalev et le bataillon de soutien (en). Le 1er août 2014, le bataillon d'infanterie Viru, le bataillon du génie (en), le bataillon de défense anti-aérienne (en) et le bataillon d'artillerie de l'ancien district de défense du nord-est sont ajoutés à la brigade et le quartier général est transféré à Tapa.

## Structure actuelle
1st Infantry Brigade:
- Quartier général
- Compagnie de transmission et de soutien au quartier général
- Bataillon scout
- Bataillon d'infanterie Kalev
- Bataillon d'infanterie Viru
- Bataillon d'artillerie
- Bataillon de défense anti-aérienne (en)
- Bataillon du génie (en)
- Bataillon de soutien (en)
- Compagnie anti-char
- Compagnie de reconnaissance

Environ 1800 conscrits servent dans les différentes unités de la brigade aux côtés des soldats professionnels.

## Équipement
Les unités de la brigade sont équipées de véhicules de combat d'infanterie CV90, de véhicules blindés de transport de troupes Pasi, d'obusiers FH-70 et D30, de systèmes anti-aériens Mistral et ZU-23-2 et de missiles antichar Javelin. La Brigade possède une flotte de camions MB Unimog, MB Actros, Volvo FMX, DAF, de transporteurs amphibies BV-206 et de jeeps MB GD240.

## Liste des commandants
- Toivo Treima : 16 juin 2003 - 1er août 2005
- Aivar Kokka (par intérim) : 2 août 2005 - 31 mars 2006
- Raivo Lumiste : 1er avril 2006 - 5 septembre 2006
- Artur Tiganik (en) : 18 September 2006 – 7 April 2009
- Märt Plakk (par intérim) : 8 avril 2009 - 30 juin 2009
- Margus Rebane (par intérim) : 1er juillet 2009 - 23 août 2009
- Raivo Tamm : 24 août 2009 - 2 octobre 2010
- Urmas Nigul : 3 octobre 2010 - 31 juillet 2012
- Aron Kalmus : 1er août 2012 - 31 juillet 2015
- Veiko-Vello Palm : 1 août 2015 - 3 août 2018
- Vahur Karus : 3 août 2018 - 17 juin 2021
- Andrus Merilo : depuis le 17 juin 2021